# La noche boca arriba
«La noche boca arriba» es un cuento del escritor argentino Julio Cortázar. Apareció en Final del juego publicado en 1955 —primera edición en México— y posteriormente en 1964 —segunda edición aumentada. La narración está incluida en la tercera parte del libro.

## Argumento
Un joven sale del hotel  en su moto y recorre la ciudad. Mientras atraviesa una calle no se da cuenta de que una mujer cruza la calzada, por lo que ocurre un accidente. Ella sale ilesa, mientras que el hombre tiene varias heridas y es llevado a un hospital. Allí se queda dormido y sueña que está en una selva oscura por la noche. Él huye de los aztecas, que buscan prisioneros para llevar a cabo sus sacrificios dentro del ritual de las Guerras floridas. En el sueño el hombre pertenece al pueblo moteca.
El protagonista despierta en el hospital recostado en una cama y con sus heridas curadas. Se vuelve a quedar dormido, debido a la fiebre. De repente vuelve a encontrarse en una selva donde se oculta. Ve que se acercan antorchas y que tiene un cuchillo en las manos, y cuando las luces están sobre él ataca a sus perseguidores, pero es capturado.
El protagonista regresa a la sala médica, donde siente sed. Bebe agua y el sueño lo vuelve a invadir. Una vez más se halla en la oscuridad, atado, mientras espera su turno para ser sacrificado a los pies de un altar azteca. Llegan los acólitos del templo para llevarlo –boca arriba– a la piedra del sacrificio. Al cerrar los ojos se percata de que está en la sala del hospital y espera no volver a soñar. Quiere beber agua pero antes de tomar la botella aparecen nuevamente la noche, la selva y los sonidos de los tambores, observa los cuerpos de los sacrificados y mira al sacerdote que lleva a cabo los sacrificios con un cuchillo. Finalmente, el hombre desea despertar de la pesadilla pero se da cuenta de que no está soñando, de que el verdadero sueño era el otro, donde se encontraba en el hospital, y que sin dudas será el próximo sacrificio. En ese momento ocurre su muerte.

## Temas
La noche boca arriba es un cuento muy corto que tiene una interesante vuelta de tuerca. Es la historia de un joven, que sale de su hotel para dar una vuelta en su motocicleta, al estar paseando por la avenida ve a una chica atravesar la calle y al tratar de no atropellarla tiene un accidente. Al ser socorrido por la ambulancia y ser subido a una camilla, empieza a tener sueños que se caracterizan por los olores, que él describe como olor a guerra. En estos sueños, él es un indio moteca que es perseguido por guerreros aztecas durante la época de las Guerras floridas. Después, el joven despierta de su sueño y ya se encuentra en la sala de recuperación después de una operación de su brazo. El joven se vuelve a quedar dormido y vuelve a tener el sueño, pero esta vez ya está en la selva y es atacado por un azteca al cual apuñala para defenderse, pero es capturado. Vuelve a despertar en la sala del hospital con mucha sed, toma agua y se vuelve a quedar dormido. Ahora se encuentra ya capturado por los aztecas a punto de ser sacrificado. Ve llegar a los acólitos a la piedra de sacrificios y se percata de que extrañamente se encuentra de nuevo en la sala del hospital. Intenta volver a agarrar la botella pero nuevamente es de noche y observa como retiran el cuerpo del último que ha sido sacrificado por el sacerdote. Estando el hombre acostado intenta volver a despertar de su sueño, pero se da cuenta de que lo que realmente fue un sueño fue su accidente y su recuperación en el hospital y que lo que está viviendo, su captura y sacrificio es la vida real. El personaje principal es el joven que sueña que sufre un accidente en motocicleta y es trasladado a un hospital. Por otra parte, también es el joven que en sueños está a punto de ser asesinado en un sacrificio ancestral.
El relato transcurre durante las Guerras Floridas, protagonizadas por los aztecas, durante los siglos anteriores a la Conquista de América. En estos enfrentamientos, en vez de matar a sus enemigos en batalla, el objetivo era capturarlos y llevarlos vivos a su capital, donde los sacerdotes los sacrificaban sobre sus pirámides ceremoniales, tumbándolos en una piedra «boca arriba» y les quitaban el corazón con un puñal de piedra. Era costumbre de los aztecas proveer prisioneros para los sacrificios que les hacían a sus dioses, y las Guerras floridas servían a ese objetivo (junto a otros) para los aztecas.
Durante la narración existe una confusión entre el sueño y la realidad. Lo fantástico reside en que el protagonista sueña con realidades que no conoce, con un futuro remoto. Un elemento extraño e insólito irrumpe en la realidad cotidiana y produce un mundo diferente, cuyos fenómenos extraños enfrentan al lector con la problemática realidad/irrealidad. De esta forma el autor busca producir un sentimiento de incertidumbre y vacilación en el lector, para que el mismo dude antes de hallar una explicación racional o directamente no la encuentre.